# Jebel
Jebel lub el Jebel – skała w lewych zboczach Doliny Będkowskiej na Wyżynie Krakowsko-Częstochowskiej. Znajduje się w południowej części zwartych skał grupy skał Wielkiej Turni między Fraszką a Zaklętym Bastionem, administracyjnie w granicach wsi Bębło w województwie małopolskim, w powiecie krakowskim, w gminie Wielka Wieś.
Zbudowany z wapieni el Jebel znajduje się w lesie. Ma połogie, pionowe lub przewieszone ściany o wysokości 12 m. U zachodniej podstawy jego ściany znajduje się dolny otwór jaskini Komin w Wielkiej Skale.

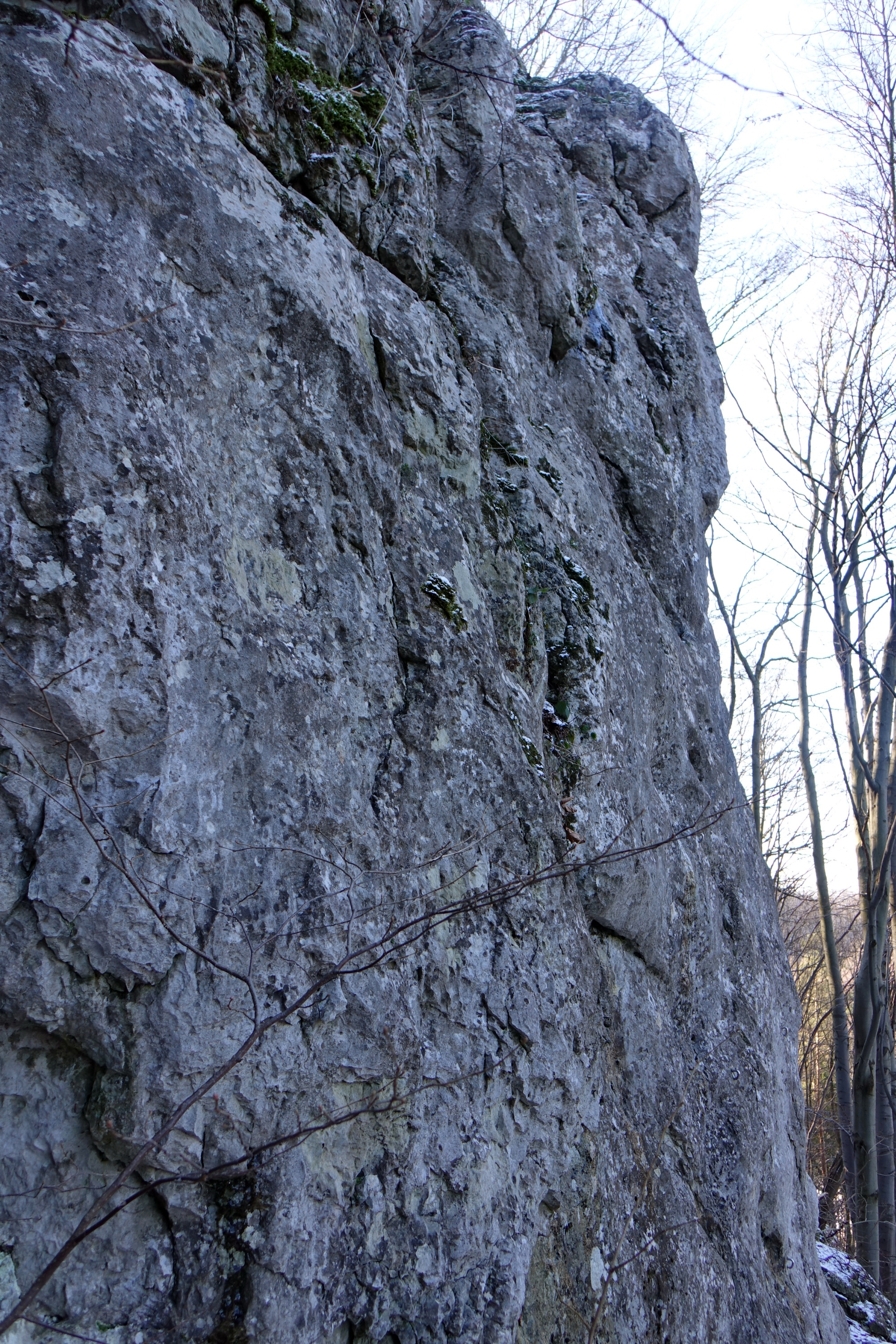
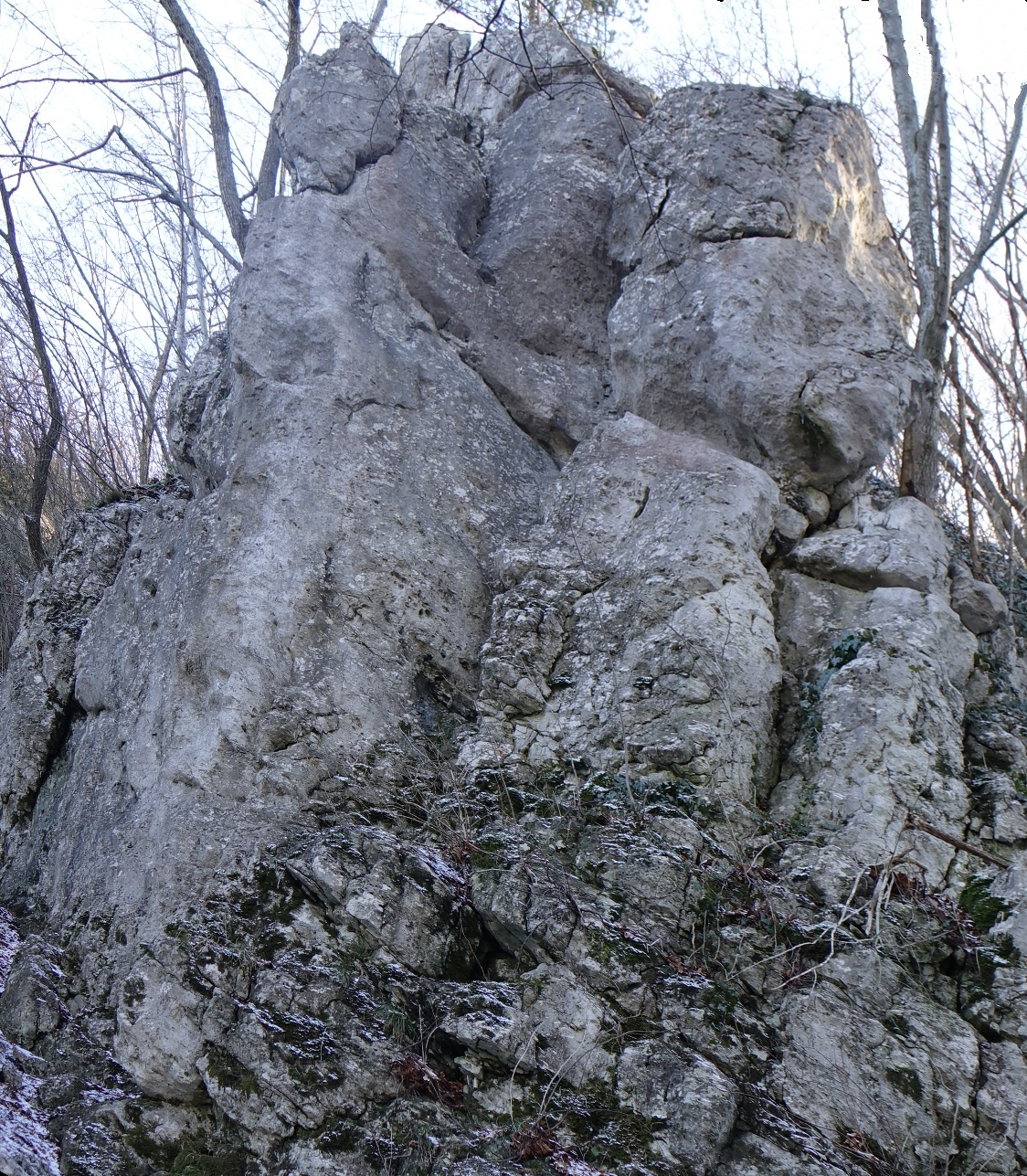
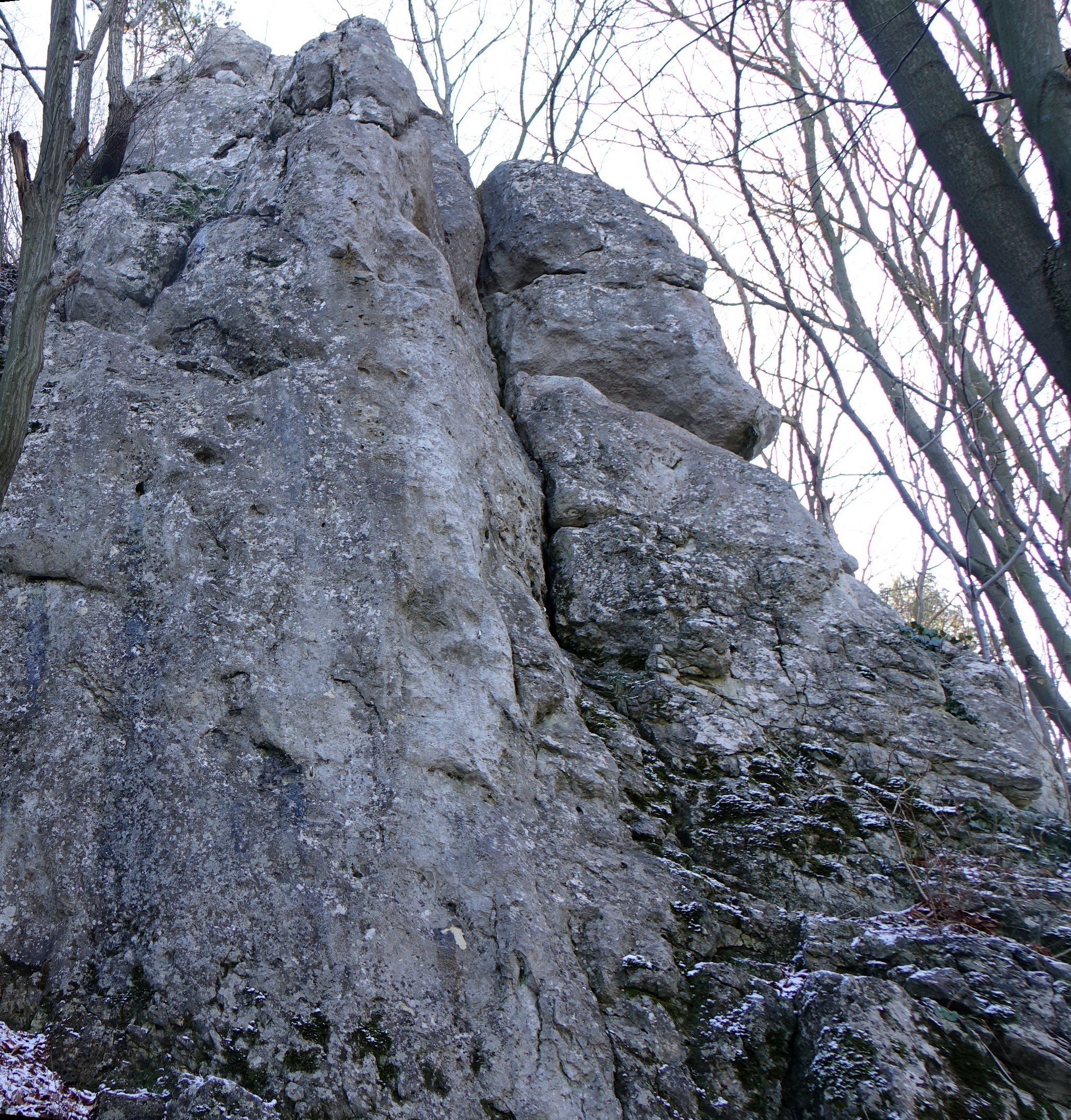
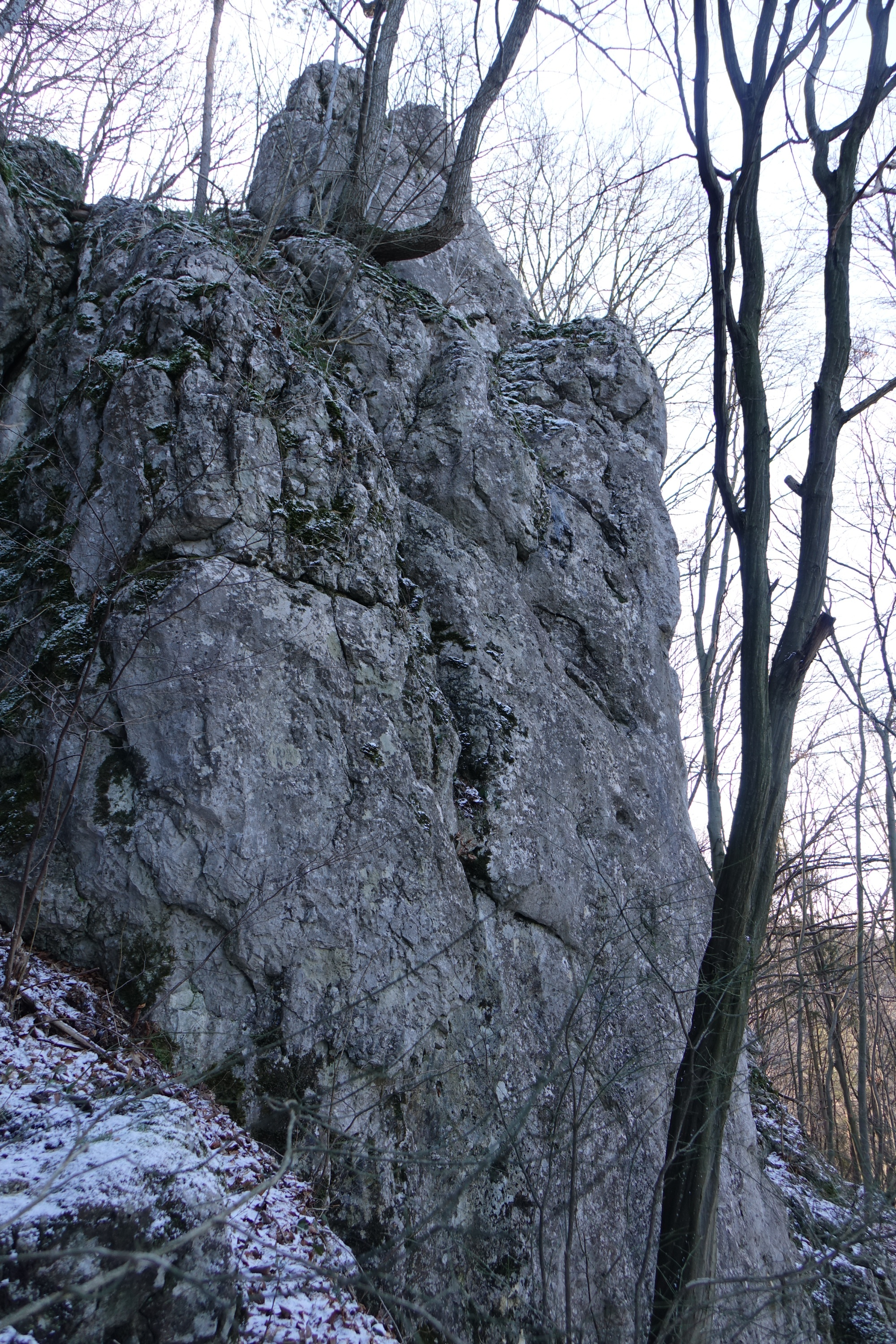

## Drogi wspinaczkowe
Przez wspinaczy skalnych opisywana jest w Grupie Wielkiej Turni. Na jej ścianach jest 5 dróg wspinaczkowych o trudności od V+ do VI.2 w skali trudności Kurtyki. Większość dróg ma stałe punkty asekuracyjne: ringi (r) i stanowiska zjazdowe (st).
1. Jebel Toubkal; VI.2, 5r + st
2. Lewy Jebel; V+, 4r + st, 12 m
3. Środkowy Jebel; V+, 5r + st
4. Prawy Jebel; V+, 4r + st[3].